# Mistrzostwa Polski w Łyżwiarstwie Figurowym 2008
Mistrzostwa Polski w łyżwiarstwie figurowym na sezon 2007/2008 rozegrano :
- w kategorii Seniorów i Novice (junior młodszy) – w Oświęcimiu, w dniach od 14 do 16 grudnia 2007,
- w kategorii Juniorów – w Krynicy, w dniach od 31 stycznia do 3 lutego 2008 (wraz z Pucharem Polski Młodzików)

Rozdzielenie imprezy miało na celu umożliwienie zawodnikom, którzy z racji wieku są do tego uprawnieni, startu w dwóch kategoriach wiekowych.

## Medaliści

### Seniorzy
| Miejsce | Solistki                            | Soliści                                 | Pary sportowe                                          | Pary taneczne                                        | Formacje łyżwiarskie |
| ------- | ----------------------------------- | --------------------------------------- | ------------------------------------------------------ | ---------------------------------------------------- | -------------------- |
| 1.      | Anna Jurkiewicz 125,15 pkt. (1 ; 1) | Konstantin Tupikov 157,88 pkt. (1 ; 2)  | Krystyna Klimczak / Janusz Karweta 116,05 pkt. (1 ; 1) | Joanna Budner / Jan Mościcki 145,73 pkt. (1 ; 1 ; 1) | –                    |
| 2.      | Aneta Michałek 101,09 pkt. (2 ; 2)  | Przemysław Domański 157,62 pkt. (2 ; 1) | –                                                      | –                                                    | –                    |
| 3.      | Laura Czarnotta 87,86 pkt. (3 ; 3)  | Maciej Cieplucha 147,38 pkt. (3 ; 4)    | –                                                      | –                                                    | –                    |

W kategorii par sportowych wystąpił poza konkursem duet brytyjski Stacey Kemp i David King, trenujący w klubie MKS Axel Toruń z Dorotą i Mariuszem Sidkami. Para zdobyła w sumie 128,84 punktu (w obu programach pokonali Polaków).

### Juniorzy
| Miejsce | Solistki                          | Soliści                          | Pary sportowe                                         | Pary taneczne                                                | Formacje łyżwiarskie |
| ------- | --------------------------------- | -------------------------------- | ----------------------------------------------------- | ------------------------------------------------------------ | -------------------- |
| 1.      | Aneta Michałek 95,19 pkt. (2 ; 1) | Maciej Cieplucha 148,62 (1 ; 1)  | Krystyna Klimczak / Janusz Karweta 118,32 (1 ; 1)     | Anastazja Gawryłowicz / Maciej Bernadowski 142,47 (1 ; 1 ;1) | –                    |
| 2.      | Zsa Zsa Riordan 94,26 (4 ; 2)     | Sebastian Iwasaki 121,36 (2 ; 3) | Katarzyna Wilczyk / Bartosz Paluchowski 81,21 (2 ; 2) | Justyna Plutowska / Dawid Pietrzyński 123,81 (2 ; 2 ;2)      | –                    |
| 3.      | Adela Vicari 92,98 (1 ; 3)        | Kamil Białas 116,04 (4 ; 2)      | –                                                     | –                                                            | –                    |

### Novice
| Miejsce | Solistki                             | Soliści                             | Pary sportowe                                                     | Pary taneczne                                           | Formacje łyżwiarskie    |
| ------- | ------------------------------------ | ----------------------------------- | ----------------------------------------------------------------- | ------------------------------------------------------- | ----------------------- |
| 1.      | Marta Olczak 89,52 pkt. (1 ; 1)      | Sebastian Lofek 101,89 pkt. (3 ; 1) | Aleksandra Jędrychowska / Radosław Chruściński 69,36 pkt. (1 ; 1) | Maria Zaleska / Rafał Dawidowski 47,10 pkt. (5 ; 4 ; 1) | Le Soleil 21,29 (- ; 1) |
| 2.      | Olga Szelc 83,79 pkt. (2 ; 2)        | Kamil Dymowski 99,71 pkt. (1 ; 3)   | –                                                                 | Patrycja Wardega / Mateusz Kosobudzki 45,73 (3 ; 1 ; 2) | –                       |
| 3.      | Amanda Malkiewicz 79,10 pkt. (3 ; 3) | Jan Bielecki 99,36 pkt. (2 ; 2)     | –                                                                 | Joanna Zając / Damian Binkowski 44,13 pkt. (6 ; 5 ; 3)  | –                       |

W kategorii par sportowych wystąpiła poza konkursem inna polska para; rodzeństwo Natalia i Michał Kaliszek, będący krajowym "objawieniem sezonu". Duet – trenowany w Toruniu przez małżeństwo Siudków – zdobył w sumie 77,70 punktu, plasując się w obu układach przed zawodnikami z Oświęcimia.

## Wyniki
- Wyniki Seniorów i Novice na stronie PZŁF. pfsa.com.pl. [zarchiwizowane z tego adresu (2007-12-16)].
- Wyniki Juniorów i Młodzików na stronie PZŁF. pfsa.com.pl. [zarchiwizowane z tego adresu (2008-05-08)].